# Liste des épisodes de Grimm
La liste des épisodes de Grimm, série télévisée américaine, est constituée de 123 épisodes au 24 mars 2017.

## Panorama des saisons
| Saison | Nombre d'épisodes | Diffusion originale sur NBC | Diffusion originale sur NBC | Diffusion originale sur NBC | Dates de sortie DVD et disques Blu-ray | Dates de sortie DVD et disques Blu-ray | Dates de sortie DVD et disques Blu-ray |
| Saison | Nombre d'épisodes | Années                      | Début de saison             | Fin de saison               | Zone 1 (dont États-Unis)               | Zone 2 (dont France)                   | Zone 4 (dont Australie)                |
| ------ | ----------------- | --------------------------- | --------------------------- | --------------------------- | -------------------------------------- | -------------------------------------- | -------------------------------------- |
| 1      | 22                | 2011-2012                   | 28 octobre 2011             | 18 mai 2012                 | 7 août 2012                            | 13 mars 2013,                          | 2 mai 2013,                            |
| 2      | 22                | 2012-2013                   | 13 août 2012                | 21 mai 2013                 | 17 septembre 2013                      | 1er avril 2014,                        | 13 février 2014,                       |
| 3      | 22                | 2013-2014                   | 25 octobre 2013             | 16 mai 2014                 | 16 septembre 2014                      | 19 mai 2015                            | 30 avril 2015,                         |
| 4      | 22                | 2014-2015                   | 24 octobre 2014             | 15 mai 2015                 | 29 septembre 2015                      | 19 octobre 2015                        | 5 mai 2016,                            |
| 5      | 22                | 2015-2016                   | 30 octobre 2015             | 20 mai 2016                 | 27 septembre 2016                      | 2 mai 2017                             | indéterminées                          |
| 6      | 13                | 2017                        | 6 janvier 2017              | 31 mars 2017                | indéterminées                          | indéterminées                          | indéterminées                          |

## Liste des épisodes

### Première saison (2011-2012)
Composée de vingt-deux épisodes, la première saison a été diffusée du 28 octobre 2011 au 18 mai 2012 sur NBC, aux États-Unis.
1. Il était une fois… (Pilot)
2. La Peau de l'ours (Bears Will Be Bears)
3. La Reine des abeilles (Beeware)
4. Sous le charme (Lonely Hearts)
5. Le Joueur de violon (Danse Macabre)
6. Les Trois Méchants Loups (The Three Bad Wolves)
7. L'Enfant sauvage (Let Your Hair Down)
8. Chasse à l'ogre (Game Ogre)
9. Une souris et un homme (Of Mouse and Man)
10. Sans toit ni foie (Organ Grinder)
11. Course contre le temps (Tarantella)
12. Comme des bêtes (Last Grimm Standing)
13. La Folie des grandeurs (Three Coins in a Fuchsbau)
14. L'Antre du dragon (Plumed Serpent)
15. Cuisines et Dépendances (Island of Dreams)
16. La Poule aux œufs d'or (The Thing with Feathers)
17. La faim justifie les moyens (Love Sick)
18. Tous contes faits (Cat and Mouse)
19. La Révolte des castors (Leave It to Beavers)
20. Cris et Châtiments (Happily Ever Aftermath)
21. Le Projet Big Foot (Big Feet)
22. La Dame en noir (Woman in Black)

### Deuxième saison (2012-2013)
Le 16 mars 2012, la série a été renouvelée pour une deuxième saison de vingt-deux épisodes. Elle a été diffusée du 13 août 2012 au 21 mai 2013 sur NBC, aux États-Unis.
1. Les Dents de la mort (Bad Teeth)
2. La Belle Endormie (The Kiss)
3. Le Rituel du coyote (Bad Moon Rising)
4. Les Enragés (Quill)
5. Le Loup dans la bergerie (The Good Shepherd)
6. Un pied dans la tombe (Over My Dead Body)
7. En cavale (The Bottle Imp)
8. Le Roi de la jungle (The Other Side)
9. La Dame en blanc (La Llorona)
10. Le Symbole mystérieux (The Hour of Death)
11. L'Appel de la chair (To Protect and Serve Man)
12. Cœur de sorcière (Season of the Hexenbiest)
13. Bas les masques (Face Off)
14. Braquage à la Wesen (Natural Born Wesen)
15. Le Marchand de sable (Mr. Sandman)
16. Game over (Nameless)
17. Le Ténor du barreau (One Angry Fuchsbau)
18. Le feu qui dort (Volcanalis)
19. Rencontre d'un autre type (Endangered)
20. Le Baiser de la muse (Kiss of the Muse)
21. Le Jour des morts-vivants (The Waking Dead)
22. La Nuit des morts-vivants (Goodnight, Sweet Grimm)

### Troisième saison (2013-2014)
Le 26 avril 2013, la série a été renouvelée pour une troisième saison de vingt-deux épisodes. Elle a été diffusée du 25 octobre 2013 au 16 mai 2014 sur NBC, aux États-Unis.
1. Le Prince des morts vivants (The Ungrateful Dead)
2. Zombie or not zombie (PTZD)
3. Un plat qui se mange froid (A Dish Best Served Cold)
4. Mourir d'amour et d'eau fraiche (One Night Stand)
5. Le Croquemitaine (El Cucuy)
6. Histoires à faire peur (Stories We Tell Our Young)
7. De sang froid (Cold Blooded)
8. Si tu n'es pas sage ! (Twelve Days of Krampus)
9. Le Guérisseur (Red Menace)
10. Guerre des gangs (Eyes of the Beholder)
11. Rattrapés par le passé (The Good Soldier)
12. Le Serial-scalpeur (The Wild Hunt)
13. Le Poids des traditions (Revelation)
14. Mythe ou Réalité ? (Mommy Dearest)
15. Le Secret des pharaons (Once We Were Gods)
16. La Foire aux monstres (The Show Must Go On)
17. Les grands esprits se rencontrent (Synchronicity)
18. Alliés contre-nature (The Law of Sacrifice)
19. Grimm 2, la révélation (Nobody Knows the Trubel I've Seen)
20. Le Gang des voleuses (My Fair Wesen)
21. La Clé du mystère (The Inheritance)
22. La Revanche d'une blonde (Blond Ambition)

### Quatrième saison (2014-2015)
Le 19 mars 2014, la série a été renouvelée pour une quatrième saison de vingt-deux épisodes. Elle a été diffusée du 24 octobre 2014 au 15 mai 2015 sur NBC, aux États-Unis.
1. Le Voleur de souvenirs (Thanks for the Memories)
2. Pas de preuve, pas de pieuvre (Octopus Head)
3. Le Gentil Méchant (The Last Fight)
4. Le Colosse aux pieds d'argile (Dyin' on a Prayer)
5. Folle à lier (Cry Luison)
6. Les Disparus (Highway of Tears)
7. Les Crados de Noël (The Grimm Who Stole Christmas)
8. La Légende de chupacabra (Chupacabra)
9. Le Procès (Wesenrein)
10. Face à la réalité (Tribunal)
11. Coups de foudre (Death Do Us Part)
12. Un Grimm en prime (Maréchaussée)
13. Jouer avec le feu (Trial by Fire)
14. Le Porte-malheur (Bad Luck)
15. Le mâle est fait (Double Date)
16. Défense offensive (Heartbreaker)
17. Un serpent en hiver (Hibernaculum)
18. L'Esprit vengeur (Mishipeshu)
19. Le Chasseur chassé (Iron Hans)
20. La Vérité sur Jack (You Don't Know Jack)
21. Corps à corps (Headache)
22. La Délivrance (Cry Havoc)

### Cinquième saison (2015-2016)
Le 5 février 2015, la série a été renouvelée pour une cinquième saison de vingt-deux épisodes. Elle a été diffusée du 30 octobre 2015 au 20 mai 2016 sur NBC, aux États-Unis.
1. Incroyable mais vrai (The Grimm Identity)
2. La Conspiration Wesen (Clear and Wesen Danger)
3. Recherche maman désespérément (Lost Boys)
4. Indomptable fiancée (Maiden Quest)
5. Ratzilla (The Rat King)
6. La Nuit des chasseurs (Wesen Nacht)
7. La Revenante (Eve of Destruction)
8. Le Monstre du lac (A Reptile Dysfunction)
9. Le Culte de la pluie (Star-Crossed)
10. Le Coffre aux trésors (Map of the Seven Knights)
11. Sur la trace des croisés (Key Move)
12. Le Secret de la Forêt Noire (Into the Schwarzwald)
13. La Force du masque (Silence of the Slams)
14. Nuit de pleine Lune (Lycanthropia)
15. Fontaine de Jouvence (Skin Deep)
16. Entre le bien et le mal (The Believer)
17. Inugami (Inugami)
18. Jusqu'à la moelle (Good to the Bone)
19. En pleine mutation (The Taming of the Wu)
20. Le Coup de la Griffe (Bad Night)
21. Ce n'est que le début… (The Beginning of the End: Part One)
22. …Et pire sera la fin (The Beginning of the End: Part Two)

### Sixième saison (2017)
Le 5 avril 2016, la série a été renouvelée pour une sixième et dernière saison de treize épisodes. Elle est diffusée depuis le 6 janvier 2017 sur NBC, aux États-Unis.
1. Fugitifs (Fugitive)
2. Faux-Semblants (Trust Me Knot)
3. Renard contre Renard (Oh Captain, My Captain)
4. El Cuegle (El Cuegle)
5. Un appétit insatiable (The Seven Year Itch)
6. Cauchemar éveillé (Breakfast in Bed)
7. Amour aveugle (Blind Love)
8. L'Expérience interdite (The Son Also Rises)
9. Les Racines de la vengeance (Tree People)
10. La Magie du sang (Blood Magic)
11. De l'autre côté du miroir (Where the Wild Things Were)
12. Le Zerstörer (Zerstörer Shrugged)
13. La Fin (The End)